# Atlapetes melanolaemus
Atlapetes melanolaemus е вид птица от семейство Овесаркови (Emberizidae).

## Разпространение
Видът е разпространен в Перу.